# Place Ambroise-Courtois
La place Ambroise-Courtois, auparavant place de Monplaisir, est une place du quartier de Monplaisir dans le 8e arrondissement de Lyon, en France. Elle rend hommage à Ambroise Courtois depuis le 30 octobre 1944, homme politique mort assassiné en janvier 1944 sous l'occupation allemande.

## Historique

### Place de Monplaisir
Auparavant elle se nommait place de Monplaisir,.

### Le dédicataire actuel
Depuis le 30 octobre 1944,, la place porte le nom d'Ambroise Courtois, né à Lyon le 28 décembre 1877 et mort assassiné sous l’occupation allemande le 7 janvier 1944. Conseiller d'arrondissement en 1931 puis conseiller municipal en 1935, et conseiller général, il était également chapelier et président du comité des commerçants et président du Syndicat des Chapeliers de Lyon. Une plaque située au 61, Grande rue de La Guillotière, commémore son assassinat, son corps ayant été retrouvé à cette adresse. Ses obsèques sont célébrées en l'église Saint-Maurice le 11 janvier 1944, au même instant que celles du sénateur Joseph Serlin à l'église Saint-Louis, ce dernier assassiné, lui aussi, le lendemain de la disparition d'Ambroise Courtois.

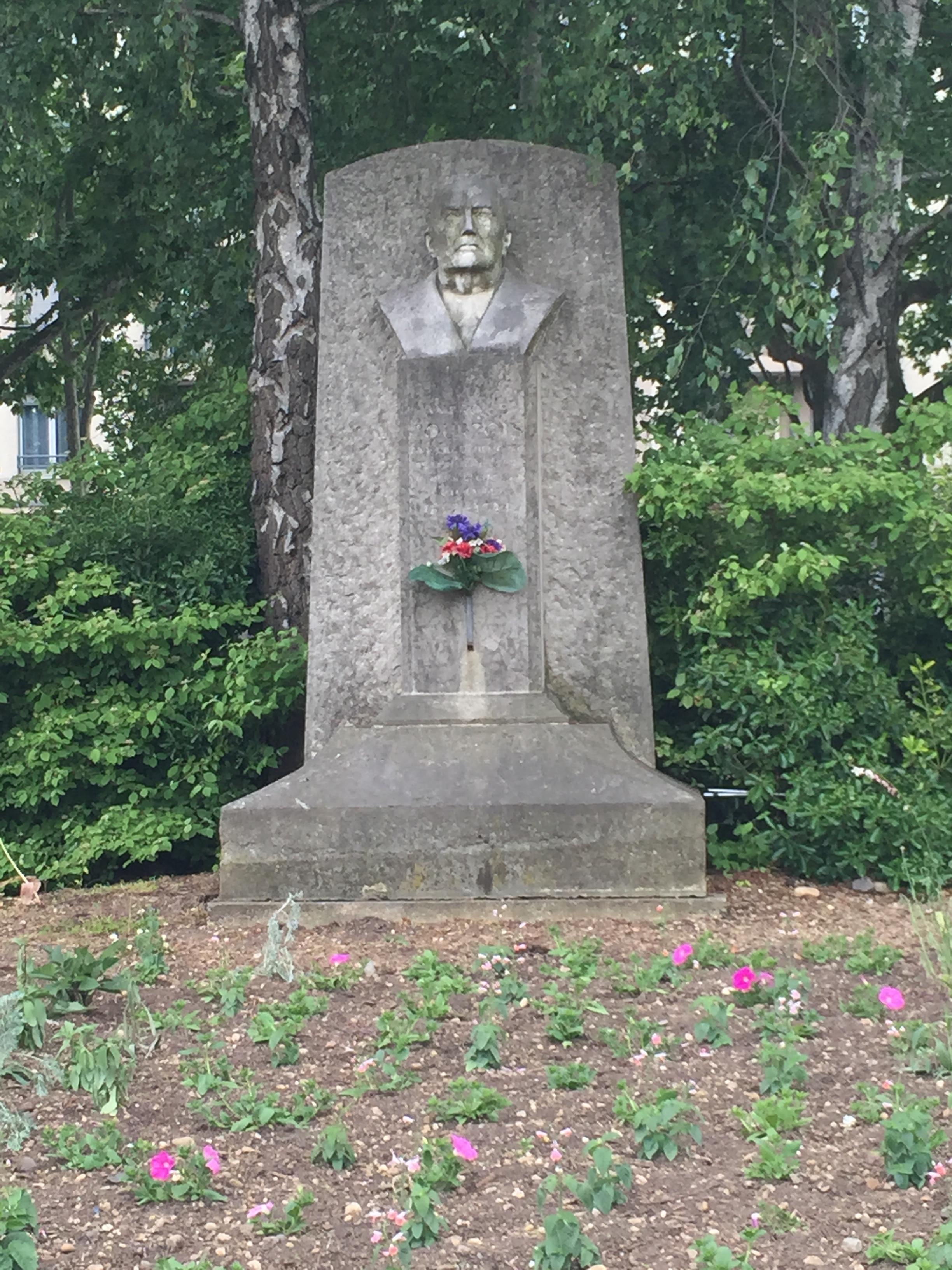
Statue du buste d'Ambroise Courtois (1877-1944)

## Lieux et monuments
- Au nord, un monument rend hommage aux Frères Lumière et porte la mention « Dans ce quartier, Auguste et Louis Lumière inventèrent le cinématographe ». Le côté sud de ce monument est utilisé l'été pour des projections de cinéma en plein air.
- La Villa Lumière — et donc l'Institut Lumière — donne sur la rue du Premier-Film ainsi que sur cette place.
- Au sud, un buste à l'effigie d'Ambroise Courtois est situé dans un petit enclos arboré.
- Au milieu de la place, se trouve un kiosque à musique. Il a été inauguré en mars 1988[8].

## Voies contiguës
Elle est en particulier longée par l'avenue des Frères-Lumière (au sud) et par le cours Albert-Thomas (au nord).

## Moyens de transport
- Station de métro Monplaisir - Lumière sur la ligne  .
- Arrêt Place Ambroise Courtois de la ligne  .

## Vie sociale
La place accueille :
- un marché alimentaire les mardi, jeudi et samedi matin[9] ;
- un marché biologique le mercredi après-midi[10] ;
- un marché de vêtements et produits manufacturés le jeudi matin [11] ;
- un marché aux livres anciens les 2e et 4e dimanche du mois[12].

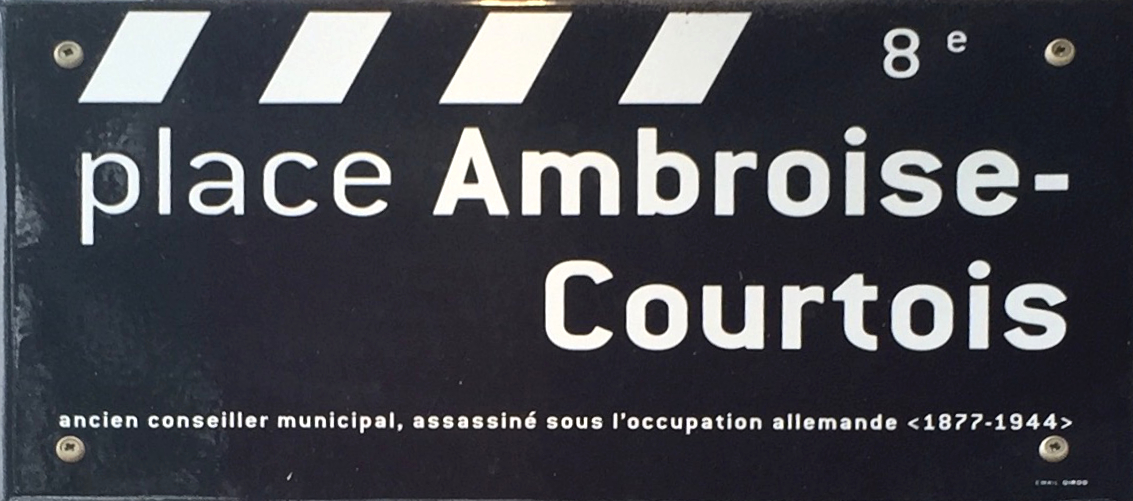
Plaque de la place.
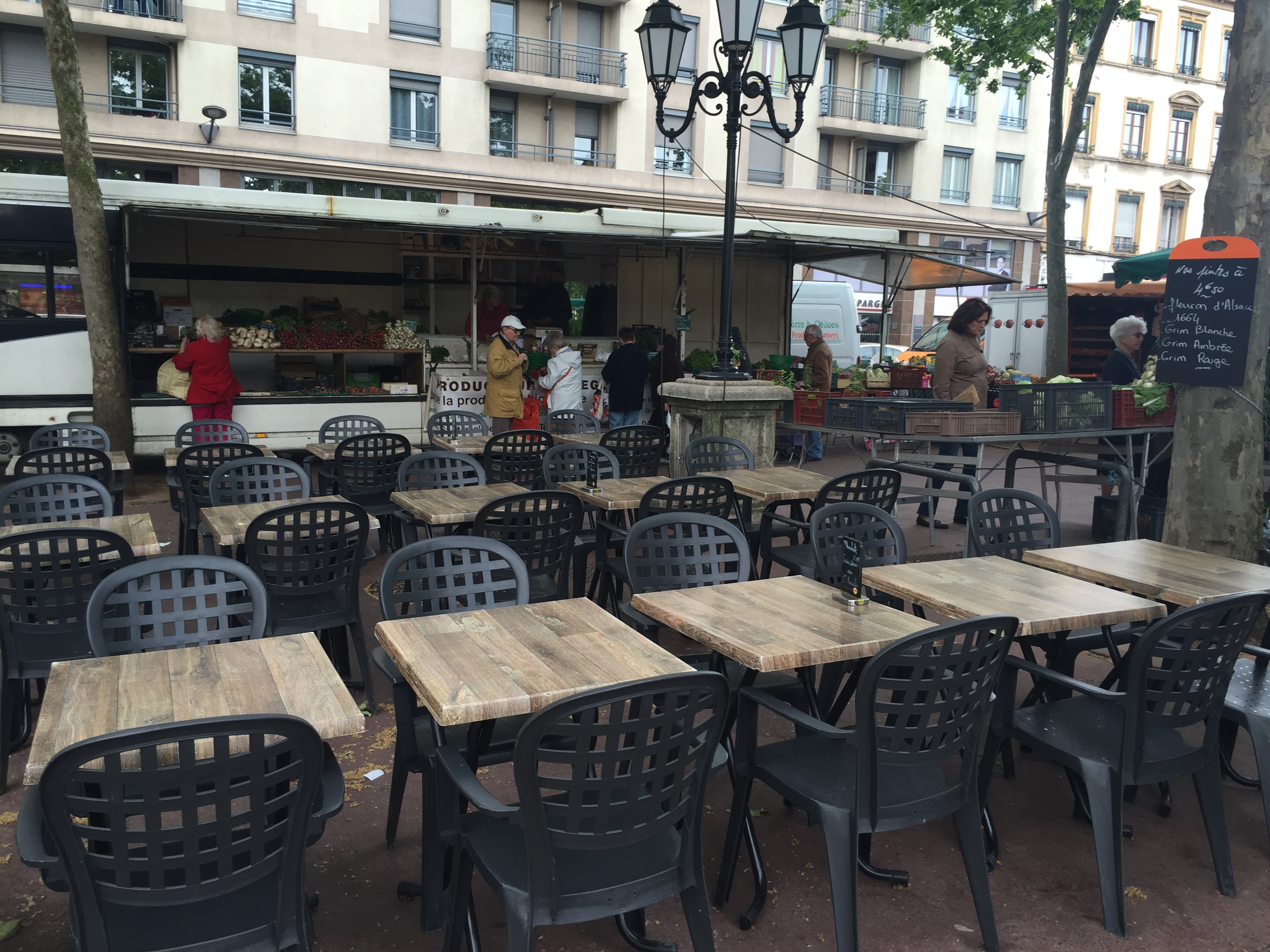
Vue du marché du mercredi soir.